# الرحمانية (ولاية الجزائر)
الرحمانية  مدينة جزائرية تابعة لدائرة زرالدة ولاية الجزائر.
- عدد السكان في 2006 كان 5,994ن
- الرمز البريدي 42460

## أعلام
- باول ريمي

## مواضيع ذات صلة
- تاريخ ولاية الجزائر
- بلديات ولاية الجزائر
- دوائر ولاية الجزائر